# Список мостов Ржева

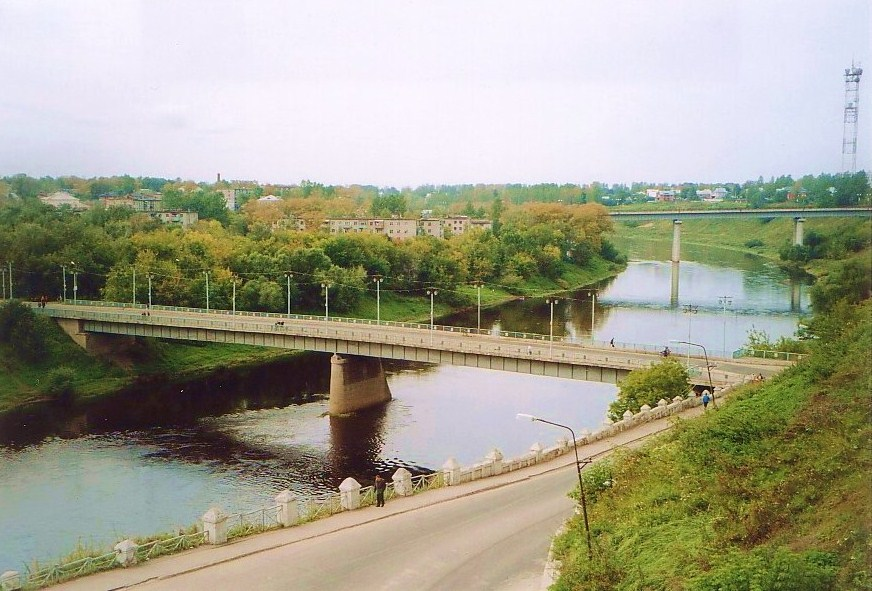
Современный вид на ржевские мосты

Расположенный на обоих берегах Волги, Ржев географически разделён на две части. Долгое время для осуществления связи между берегами использовались паромные переправы, позже на время навигации стали возводиться плашкоутные мосты. Первым стационарным мостом через Волгу был железнодорожный. В настоящее время в черте городе помимо железнодорожного расположены два автомобильных моста.

## Исторические мосты
| Название                              | Период эксплуатации  | Расположение | Примечание | Изображение |
| ------------------------------------- | -------------------- | --- | --- | ----------- |
| Плашкоутный мост                      | XIX — начало XX века | Ориентировочное место расположения — возле современного Старого моста. Точное место расположения неизвестно и могло меняться. | Мост представлял собой настил на баржах. Ежегодно перед ледоставом мост разбирался и возводился по окончании весенних паводков. |             |
| Железнодорожный мост (довоенный)      | ок. 1880—1941        | Расположен на участке Ржево-Вяземской железной дороги. 56°15′47″ с. ш. 34°17′22″ в. д.                                        | Мост взорван в 1941 году. |             |
| Первый стационарный мост (деревянный) | 1888—1893            | Был расположен на месте нынешнего Старого моста.                                                                              | Уничтожен ураганом. |             |
| Арочный мост                          | 1911—1956            | Построен на месте деревянного моста с использованием оставшейся центральной опоры. 56°15′36″ с. ш. 34°20′09″ в. д.            | Мост сильно пострадал во время войны. Восстановленный в 1944 году с использованием деревянных конструкций мост быстро пришёл в негодность. Был взорван 4 августа 1956 года для обеспечения возможности строительства нового моста на прежнем месте. |             |

## Существующие мосты
| Железнодорожный мост | С 1943 года | Расположен на линии Лихославль — Вязьма в 2 км от вокзала Ржев-I. 56°15′47″ с. ш. 34°17′22″ в. д.                                     | |  |
| Старый мост          | C 1957 года | Построен на месте уничтоженного арочного моста. 56°15′36″ с. ш. 34°20′09″ в. д.                                                       | В 1993—1994 годах на мосту был произведен капитальный ремонт.                                                                                         |  |
| Новый мост           | С 1984 года | Напрямую соединяет Большую Спасскую улицу с улицей Ленина. Принимает основной поток транзитных машин. 56°15′40″ с. ш. 34°19′43″ в. д. | Примечательным является то, что мост построен под наклоном. Эта особенность стала следствием большой разности между высотами противоположных берегов. |  |

## Перспективные мосты
| Навесной мост в Верхнем Бору (пешеходный) | — | Планируется как замена перевоза напротив посёлка Верхний Бор 56°16′39″ с. ш. 34°16′56″ в. д. |  |  |
| Мост на Окружной дороге                   | — | Неизвестно                                                                                   |  |  |